# Ronda (música)
La “Ronda” es una composición vocal corta donde todas las voces cantan la misma melodía en el mismo tono, y puede continuarse repitiendo indefinidamente hasta que los cantantes decidan concluir, pero en la que cada voz comienza a cantar una serie de tiempos después de la anterior, de modo que la melodía se imita a sí misma de forma similar al canon. 
Es una de las formas musicales más fáciles del canto, ya que basta con que todas las partes aprendan una única línea de melodía. Esta forma musical forma parte de la música tradicional popular de muchos países.

## Historia
La ronda más antigua en inglés es "Sumer Is Icumen In",  que data de alrededor del siglo XIII. Es para 4 voces, más 2 voces graves cantando un motivo, al igual que en el canon. Las primeras rondas publicadas en inglés fueron impresas por Thomas Ravenscroft en 1609, incluyendo la conocida "Three Blind Mice" ("Tres ratones ciegos"). Muchas de las rondas impresas por Ravenscroft también aparecen en un manuscrito de 1580 (KC 1) y varias se mencionan en las obras de William Shakespeare, lo que sugiere la popularidad de estas cancioncillas en la época.

## Obras y compositores destacados
- Leck mich im Arsch (1782), de Wolfgang Amadeus Mozart.
- Henry Purcell, Thomas Arne, John Golpe y William Byrd escribieron numerosas rondas.

## Rondas Infantiles
Las rondas infantiles son una variante de las rondas tradicionales adaptadas para niños. Estas versiones simplificadas suelen tener letras simples y pegadizas, diseñadas para ser fáciles de aprender y cantar por los más pequeños. Son populares en actividades escolares, campamentos y en el hogar, proporcionando una introducción divertida a la música vocal.